# Drenas
Drenas (anche in albanese Drenas;  è un comune del Kosovo, nel distretto di Pristina.

## Geografia antropica

### Suddivisioni amministrative
La municipalità si divide nelle seguenti frazioni e villaggi:
Banjë, Berisha, Vasilevë, Vërboc, Vuçak, Gllanasellë, Bletar, Drenas, Godanc, Koreticë, Fushticë e Epërme, Obri, Zabel i Epërm, Gradicë, Dobroshevac, Domonek, Korroticë e Poshtme, Fushticë e Ulët, Zabeli i Ulët, Kishnarekë, Komoran, Krojkovë, Llapushnik, Likoshan, Negroc, Nekoc, Çikatovë e Vjeter, Orllatë, Poklek, Poluzha, Stankoc, Çikatovë e Vjeter, Terdevc, Terpezë, Tërstenik, Shtrubullovë e Shtuticë.

## Società

### Evoluzione demografica
| Composizione etnica |          |   |       |   |        |   |          |   |      |   |         |   |          |   |        |   |        |
| Anno/Etnia          | Albanesi | % | Serbi | % | Turchi | % | Bosniaci | % | Roma | % | Ashkali | % | Egiziani | % | Gorani | % | Totale |
| 2013                | 58 445   |   | 3     |   | 6      |   | 14       |   | 2    |   | 0       |   | 2        |   | 1      |   | 58 531 |